# Brandon Beemer
Brandon Richard Beemer (Eugene, 27 febbraio 1980) è un attore statunitense.
È meglio conosciuto per il ruolo di Shawn-Douglas Brady nella soap opera Il tempo della nostra vita e di Owen Knight nella soap opera Beautiful.

## Biografia e carriera
Fa il suo esordio come attore nel 2000 nella soap General Hospital, nella parte di Seth. Dopo aver preso parte a diversi film come Stirpe di sangue (2001) e Suits on the Loose (2005), è nel cast del film Material Girls (2006) con Hilary Duff, acquistando così una certa popolarità.
Il grande successo arriva però con le soap, infatti è protagonista dal 2006 al 2008 di Il tempo della nostra vita nella parte di Shawn-Douglas Brady. Concluso il suo impegno nella soap, è subito contattato per la parte di Owen Knight nella soap opera Beautiful, che interpreta con successo dal 2008 al 2012. In un certo periodo, sempre in Beautiful, ha interpretato il fratello gemello di Owen, ovvero Casper Knight, che però ha lasciato subito, mentre grazie al ruolo di Owen ha ottenuto fama in tutto il mondo.
In precedenza aveva recitato per il programma di MTV Undressed (2001) e nel telefilm CSI: Scena del crimine (2003). Nel 2008 ha partecipato all'edizione statunitense di Ballando con le stelle.
All'inizio di carriera nel 1998 ha lavorato come modello a Los Angeles, però poi ha preferito dedicarsi alla recitazione.
Nel 2011 interpreta alcuni episodi della serie TV CSI: Miami, oltre a partecipare al reality Dirty Soap, trasmesso dall'emittente E!, che racconta la vita delle celebrità delle soap. Nello stesso anno è alle riprese del film Blood Moon che lo vede protagonista, sotto la regia di Farnaz, film che uscirà nel 2012.
Nel 2016 rientra ufficialmente nel cast de Il tempo della nostra vita, nel ruolo di Shawn-Douglas Brady, ruolo che ricopre tutt'ora.

## Filmografia

### Cinema
- Stirpe di sangue (The Brotherhood), regia di David DeCoteau (2000)
- Suits on the Loose, regia di Rodney Henson (2005)
- Material Girls, regia di Martha Coolidge (2006)
- Blood Moon, regia di Farnaz (2012)
- Bering Sea Beast regia di Don E. FauntLeRoy (2013)
- Wrong Cops, regia di Quentin Dupieux (2013)
- Fear Clinic, regia di Robert Hall (2014)
- In Extremities, regia di Don E. FauntLeRoy (2015)

### Televisione
- Undressed - serie TV (2001)
- CSI: Scena del crimine (CSI: Crime Scene Investigation) - serie TV, episodio 4x06 (2003)
- General Hospital - soap opera, 6 episodi (2005-2006)
- Il tempo della nostra vita (Days of Our Lives) - soap opera (2006-2008, 2016-in corso)
- Beautiful (The Bold and the Beautiful) - soap opera, 335 episodi (2008-2012)
- Dirty Soap - Reality (2011)
- CSI: Miami - serie TV, episodio 10x02 (2011)
- The Stafford Project - sitcom (2013)

## Doppiatori italiani
Nelle versioni in italiano delle opere in cui ha recitato, Brandon Beemer è stato doppiato da:
- Francesco Pezzulli in Material Girls
- Francesco Bulckaen in Beautiful
- Alessandro Rigotti in CSI: Miami
- Dimitri Winter in 9-1-1: Lone Star